# Jean-Marc Makusu Mundele
Jean-Marc Mundele Makusu, né le 27 mars 1992 à Kinshasa, est un footballeur international congolais. Il a évolué au poste d'attaquant au sein de l'équipe des Orlando Pirates, en Afrique du Sud en 2019. Actuellement il joue au sein du MK Étanchéité.

## Biographie
Il commence sa carrière au sein du Ceforbel Club, appelé également le Centre de Formation Bel'Or à Kinshasa, dirigé par le président Lolo Mosango Ebisa qui a réussi à former et perfectionner le joueur.
Il est actuellement au MK

## Carrière en club
En janvier 2014, il rejoint l'Europe et le club belge du Standard de Liège. Il est dans la foulée prêté au club hongrois d'Ujpest FC, où il ne joue aucun match avec l'équipe première. Il a été de nouveau prêté à son retour du côté algérien du MC Oran pour 6 mois supplémentaires, mais il n'a pas obtenu de contrat de licence de la fédération algérienne pour un contrat de trois ans. Il a signé pour l'équipe égyptienne Wadi Degla en transfert gratuit. En août 2018, Mundele quitte ensuite le Standard de Liège et retourne au Congo pour rejoindre l'AS Vita Club. En novembre 2020,,, il a signé pour Orlando Pirates dans le cadre d'un prêt d'une saison.
Le 27 janvier 2023, Makusu a rejoint le club saoudien Hajer. Le 3 août 2023, il signe en Libye au Al Khums SC,
En août 2024, il signe son retour au pays en signant au FC MK

## Palmarès
- Champion du CHAN 2016 avec les Léopards de la RDC
- Super champion du Congo avec V.club en 2015
- champion de la RDC avec V.club pour la saison 2017-2018 ;
- le meilleur buteur de l'histoire de V.club en coupe d'Afrique (20 buts) ;
- le meilleur buteur de l'histoire de la Linafoot en une seule édition, ex æquo avec Jackson Muleka (24 buts) ;
- après Mputu Trèsor (20 buts), Makusu est le 2e Congolais avoir marqué plus de 15 buts, en compétition africaine, en une année civile (17 buts) ;
- le seul joueur congolais avoir joué beaucoup de matchs ,en compétition africaine des clubs, en une année civile (20 matchs ) ;
- déjà auteur de 63 buts sous le maillot de V.club ;
- auteur de 58 buts marqués à la Linafoot (V.club +DCMP), il est dans le top 3 des joueurs qui ont marqué beaucoup de buts depuis la création de la LINAFOOT
- le seul joueur congolais qui a marqué 4 buts dans une seule rencontre, à l'extérieur, en compétition africaine inter-clubs. C'est en 2018, lors du match retour/ huitièmes de finale bis de la coupe de la confédération africaine de football entre la Mancha du Congo-Brazzaville et V.club de la RDC (1-5).